# Vivere il mio tempo
Vivere il mio tempo è un brano della rockband italiana Litfiba. È il terzo ed ultimo singolo estratto, nel 1999, dall'album Infinito.
È noto anche per essere l'ultimo singolo della band con alla voce Piero Pelù, prima del suo ritorno al fianco di Ghigo Renzulli nel dicembre 2009.
Ha ricevuto una massiccia trasmissione radiofonica.

## Edizioni
Solo "Cardsleeve edition" (busta in cartoncino)

## Formazione
- Piero Pelù - voce e pianoforte
- Ghigo Renzulli - chitarra, voce addizionale
- Daniele Bagni - basso
- Roberto Terzani - campionamenti, grooves e voce addizionale
- Franco Caforio - batteria

## Videoclip
Il video, girato a Vado dal regista Francesco Fei, è ambientato all'interno di un circo tra giocolieri e sputafuoco. Protagonista, oltre a Piero e Ghigo, l'attrice Anita Caprioli, nella parte di una trapezista.

## Curiosità
Gli scratch sono stati eseguiti da Dj Stile, all'epoca collaboratore di Frankie hi-nrg mc